# La Terra dopo i dinosauri
La terra dopo i dinosauri (Life after dinosaurs) è un documentario televisivo del 2008 andato in onda su vari canali come National Geographic Channel e Focus. Allo stesso tempo sono anche due nuovi episodi della prima serie televisiva di Mammiferi vs Dinosauri e si concentrano principalmente sui mammiferi, che hanno compiuto un enorme passo avanti nella loro evoluzione dall'era dei dinosauri fino a oggi.

## Episodi

### 1- La fine di un mondo
- Nord America, Sud America e Eurasia.
- 220/65 milioni di anni fa

L'episodio di questo programma mostra e spiega molte caratteristiche sui nostri ancestrali dall'aspetto di un roditore e sulle creature più strabilianti che vissero e apparvero con loro, ovvero sono i giganteschi e possenti Dinosauri. Queste creature per molte caratteristiche distintive e per l'istinto di sopravvivenza sono divenute le creature più impressionanti che abbiano mai dominato la terra per oltre 160 milioni di anni, ma da quel che ci ricordiamo: Circa 65 milioni di anni fa un enorme asteroide si schiantò sulla terra e fece estinguere questi imponenti giganti, che in realtà, si evolsero nei loro discendenti, cioè gli uccelli. Una volta avvenuto ciò i mammiferi nostri ancestrali come il Purgatorius iniziarono a dominare il mondo ed si evolsero nei mammiferi di vario genere, cioè noi.
Animali comparsi:
- Desmatosuco
- Placerias
- Adelobasileo
- Celofiso
- Laoletes
- Allosauro
- Stegosauro
- Supersauro
- Repenomamo
- Eomaia
- Sinosauropteryx
- Dilong
- Mei long
- Psittacosauro
- Antarctopelta
- Carnotauro
- Saltasauro
- Purgatorius
- Deinosuco
- Kritosauro
- Tirannosauro Rex
- Triceratopo

### 2- La rivincita dei mammiferi
- Nord America, Sud America e Eurasia.
- 47 milioni di anni fa ad oggi

Dopo quasi 100 milioni di anni di dominio assoluto i dinosauri si evolsero negli uccelli ed al loro posto regnammo noi mammiferi. Circa 49 milioni di anni fa eravamo ancora di dimensioni ridotte, ma poi nei milioni di anni successivi ci sviluppammo e crescemmo ancor di più raggiungendo dimensioni incredibili. Come valeva per i giganteschi uccelli del mesozoico, anche noi mammiferi per diverse caratteristiche e ad appartenere a due diversi gruppi, ovvero placentari e marsupiali, fino ad oggi siamo divenute le creature più incredibili che siano mai esistite e che abbiamo abitato la terra da molti 160 milioni di anni dall'epoca dei giganteschi Dinosauri fino ad oggi.
Animali comparsi:
- Leptictidium
- Propaleoterio
- Europeolemure
- Gastornis
- Entelodonte
- Emboloterio
- Ienodonte
- Indricoterio
- Dedicuro
- Macrauchenia
- Tylacosmilo
- Smilodonte
- Homo sapiens